# Akio Kaminaga
Akio Kaminaga (神永 昭夫, Kaminaga Akio, 22 décembre 1936 - 21 mars 1993) est un judoka japonais. Il participe aux Jeux olympiques d'été de 1964 et remporte la médaille d'argent dans l'épreuve toutes catégories.

## Palmarès

### Jeux olympiques
- Jeux olympiques de 1964 à Tokyo,  Japon
  -  Médaille d'argent